# خاک سرزمین من (فیلم)
خاک سرزمین من (انگلیسی: The land of my country) (به هندی: Mere Desh Ki Dharti) فیلم هندی درام هندی-زبان با موضوع کشاورزی است که در سال ۲۰۲۲ اکران شد، کارگردانی این فیلم را فراز حیدر بر عهده داشت و تهیه‌کنندگی آن را وایشالی سروانکار، تحت نشان کارنیوال موشن پیکچرز، بخشی از واحد تولیدی سرگرمی کارنیوال گروپ، به انجام رساند. بازیگران این فیلم را گروه بازیگری دیویندو شارما، آنانت ویدهات، آنوپریا گوئنکا و انعام الحق تشکیل می‌دهند. داستان فیلم در ارتباط با دو مهندس و سفری است که باعث تحول در مسیر زندگی آنها می‌شود. این فیلم همچنین وقایع ناگوار کشاورزان در روستایی در هند را به تصویر می‌کشد.
طبق برنامه‌ریزی قبلی قرار بود این فیلم در روز ۱۴ اوت ۲۰۲۰ اکران گردد ولی به خاطر دنیاگیری کووید-۱۹، اکران آن به تعویق افتاد. فیلم در روز ۶ مهٔ ۲۰۲۲ اکران شد.